# Cyclosa okumae
Cyclosa okumae är en spindelart som beskrevs av Akio Tanikawa 1992. Cyclosa okumae ingår i släktet Cyclosa och familjen hjulspindlar. Inga underarter finns listade i Catalogue of Life.